# Fredede fortidsminder i Ballerup Kommune
Denne liste over fredede fortidsminder i Ballerup Kommune viser alle fredede fortidsminder i Ballerup Kommune. Listen bygger på data fra Kulturarvsstyrelsen.
| Stednavn              | Type                  | Datering                        | Seværdighed (Verdensarv, National, Lokal, Nej) | ID (Link til Kulturarv.dk) | Koordinater                                   | Billede     | Bemærkning |
| --------------------- | --------------------- | ------------------------------- | ---------------------------------------------- | -------------------------- | --------------------------------------------- | ----------- | ---------- |
| Gisselfeld Bro        | Bro                   | Nyere tid (ca. 1661 til 2009)   | Nej                                            | 135207                     | 55°45′40″N 12°22′49″Ø / 55.76117°N 12.38031°Ø | Upload foto |            |
| Gjærshøj              | Rundhøj               | Oldtid (ca. -250000 til 1066)   | Nej                                            | 95747                      | 55°45′27″N 12°18′47″Ø / 55.75742°N 12.31307°Ø | Upload foto |            |
| Hyldhøj               | Rundhøj               | Oldtid (ca. -250000 til 1066)   | Lokal                                          | 95752                      | 55°45′12″N 12°18′17″Ø / 55.75329°N 12.30472°Ø | Upload foto |            |
| Jonstrup Vang/Afd. 87 | Rundhøj               | Stenalder (ca. -3950 til -2801) | Lokal                                          | 95570                      | 55°45′29″N 12°22′55″Ø / 55.75801°N 12.38197°Ø | Upload foto |            |
| Jonstrup Vang/Afd. 87 | Dysse eller jættestue | Stenalder (ca. -3950 til -2801) | Lokal                                          | 95570                      | 55°45′29″N 12°22′55″Ø / 55.75801°N 12.38197°Ø | Upload foto |            |
| Jungshøj              | Rundhøj               | Oldtid (ca. -3950 til -501)     | Nej                                            | 95751                      | 55°45′25″N 12°18′29″Ø / 55.75695°N 12.30795°Ø | Upload foto |            |
| Lemmehøj              | Rundhøj               | Oldtid (ca. -250000 til 1066)   | Lokal                                          | 95567                      | 55°43′19″N 12°19′19″Ø / 55.72204°N 12.32205°Ø | Upload foto |            |
| Studerhøj             | Rundhøj               | Oldtid (ca. -250000 til 1066)   | Lokal                                          | 95555                      | 55°43′09″N 12°19′49″Ø / 55.71906°N 12.33019°Ø | Upload foto |            |
| Tjørnehøj             | Rundhøj               | Oldtid (ca. -250000 til 1066)   | Lokal                                          | 95749                      | 55°45′17″N 12°17′52″Ø / 55.75484°N 12.29780°Ø | Upload foto |            |